# Tjerk Luitjes
Tjerk Luitjes (Putten, 18 juli 1867 - Blaricum, 15 september 1946) was een Nederlandse anarchist. Een deel van zijn werk is gepubliceerd onder het pseudoniem Travailleur.

## Leven en werk
Luitjes werd in Putten geboren als zoon van de politieagent David Luitjes en van Margaretha Smit. Zijn ouders verhuisden naar Groningen, waar zijn vader was geboren. Hij groeide op in de stad Groningen en trad daar al op jonge leeftijd toe tot de socialistische jeugdbeweging en werd er lid van de Sociaal-Democratische Bond (SDB). Samen met Jan Schaper richtte hij in 1890 het satirische weekblad De Socialist op, dat slechts enkele maanden verscheen. Zijn volgende blad was De Volkszaak, dat hij de nieuwe naam De Arbeider gaf. Hij was inmiddels verhuisd naar Sappemeer en richtte in het begin van de jaren negentig van de 19e eeuw vele afdelingen van de SDB op in Oost-Groningen. Luitjes was een tegenstander van de parlementaire democratie. Hij zag kans om in 1893 door middel van de zogenaamde motie Hoogezand-Sappemeer het kerstcongres  van de SDB de uitspraak te ontlokken dat deelname aan de verkiezingen niet was toegestaan. Dit vormde de directe aanleiding voor zijn tegenstanders om in het jaar daarop de Sociaal Democratische Arbeiders Partij (SDAP) op te richten. Zijn voormalige strijdmakkers als Schaper en Spiekman maakten hem het leven in Groningen zo moeilijk, dat hij in 1895 verhuisde naar Zwolle en daarna naar Arnhem. Hij werd er de uitgever van De Volksvriend, echter zonder veel succes. In Amsterdam begon hij een vegetarisch restaurant. Uiteindelijk vestigde hij zich in 1900 in Blaricum. Hij sloot zich aan bij de christen-anarchistische landbouwkolonie, maar raakte daar in conflict  met de andere bewoners. Hij bleef een veelgevraagd spreker voor de anarchistische beweging ook in zijn vroegere werkgebieden in Oost-Groningen. Na 1910 nam hij wat afstand van het anarchisme en koos hij voor de parlementaire democratie. Dat leidde uiteindelijk tot een breuk met Domela Nieuwenhuis. Hij bleef wel betrokken bij de vrijdenkersvereniging De Dageraad, waarvoor hij spreekbeurten vervulde. Als aannemer wist Luitjes zoveel geld te verdienen dat hij na de Eerste Wereldoorlog kon gaan reizen met een 'woonauto' door Europa.
Luitjes trouwde op 18 juli 1894 in Arnhem met de in Monnickendam geboren Geertruida Maria (Trui) Visscher. Zij adopteerden twee kinderen via het Leger des Heils. Hij overleed in 1946 op 79-jarige leeftijd in Blaricum aan een overdosis verdovende middelen.